# Mario Cagna
Mario Cagna (ur. 8 października 1911 w Lu Monferrato, zm. 4 kwietnia 1986) – włoski duchowny rzymskokatolicki, arcybiskup, dyplomata papieski.

## Biografia
22 lipca 1934 otrzymał święcenia prezbiteriatu i został kapłanem diecezji Casale Monferrato.
13 października 1962 papież Jan XXIII mianował go internuncjuszem apostolskim w Japonii oraz arcybiskupem tytularnym heraclejskim. 18 listopada 1962 przyjął sakrę biskupią z rąk sekretarza stanu kard. Amleto Giovanniego Cicognaniego. Współkonsekratorami byli sekretarz Kongregacji Nadzwyczajnych Spraw Kościoła abp Antonio Samorè oraz biskup Casale Monferrato Giuseppe Angrisani.
Jako ojciec soborowy wziął udział w soborze watykańskim II (z wyjątkiem pierwszej sesji).
17 września 1966 został delegatem apostolskim w Jugosławii jako pierwszy przedstawiciel papieski w tym kraju od czasu objęcia władzy przez komunistów. 22 sierpnia 1970, po nawiązaniu pełnych stosunków dyplomatycznych pomiędzy Stolicą Apostolską a Socjalistyczną Federacyjną Republiką Jugosławii, abp Cagna został pronuncjuszem apostolskim w Jugosławii.
11 maja 1976 objął Nuncjaturę Apostolską w Austrii, gdzie pozostał do 4 grudnia 1984, kiedy przeszedł na emeryturę.